# Brit Awards de 2002
O Brit Awards de 2002 foi a 22ª edição do maior prêmio anual de música pop do Reino Unido. Eles são administrados pela British Phonographic Industry e ocorreram em 20 de fevereiro de 2002 no Earls Court em Londres. Este ano foi a primeira apresentação do prêmio Álbum Internacional.

## Performances
- Dido – "Here with Me"
- Gorillaz – "Clint Eastwood"
- Jamiroquai com participação de Anastacia – "Bad Girls"
- Kylie Minogue – "Can't Get You Out of My Head"
- Mis-Teeq – "One Night Stand"
- Shaggy com participação de Ali G – "Me Julie"
- So Solid Crew – "21 Seconds"
- Sting – "Medley of Hits"
- The Strokes – "Last Nite"

## Vencedores e nomeados
| Artista Dance Britânico (apresentado por Smack the Pony) | Artista Pop Britânico (apresentado por Sophie Ellis-Bextor) |
| --- | --- |
| - Basement Jaxx - Gorillaz - Craig David - Fatboy Slim - Faithless | - Westlife - Blue - Hear'Say - Kylie Minogue (Austrália) - S Club 7 |
| Grupo Britânico (apresentado por Heidi Klum) | Melhor Revelação Britânica (apresentado por Trevor Nelson) |
| - Travis - Gorillaz - Jamiroquai - Radiohead - Stereophonics | - Blue - Atomic Kitten - Elbow - Gorillaz - Mis-Teeq - So Solid Crew - Starsailor - Tom McRae - Turin Brakes - Zero 7 |
| Artista Solo Masculino Britânico (apresentado por Susie Amy) | Artista Solo Feminina Britânica (apresentado por Johnny Vegas) |
| - Robbie Williams - Aphex Twin - Craig David - Elton John - Ian Brown | - Dido - Geri Halliwell - PJ Harvey - Sade - Sophie Ellis-Bextor |
| Single Britânico do Ano (apresentado por Simon Cowell) | Vídeo Britânico do Ano (apresentado por Michael Madsen) |
| - S Club 7 – "Don't Stop Movin'" - Atomic Kitten – "Whole Again" - Bob the Builder – "Mambo No. 5" - Daniel Bedingfield – "Gotta Get Thru This" - DJ Pied Piper and the Masters of Ceremonies – "Do You Really Like It?" - Geri Halliwell – "It's Raining Men" - Gorillaz featuring Del the Funky Homosapien – "Clint Eastwood" - Hear'Say – "Pure and Simple" - Robbie Williams – "Eternity/The Road to Mandalay" - So Solid Crew – "21 Seconds" | - So Solid Crew – "21 Seconds" - Basement Jaxx – "Where's Your Head At" - Coldplay – "Trouble" - Dido – "Thank You" - Elton John – "I Want Love" - Fatboy Slim featuring Bootsy Collins – "Weapon of Choice" - Gorillaz featuring Del the Funky Homosapien – "Clint Eastwood" - Robbie Williams and Kylie Minogue – "Kids" - Robbie Williams – "Supreme" - Travis – "Sing" |
| Álbum Britânico do Ano (apresentado por Sol Campbell) | Álbum Internacional (apresentado por Eddie Irvine) |
| - Dido – No Angel - Craig David – Born to Do It - Gorillaz – Gorillaz - Radiohead – Kid A - Travis – The Invisible Band | - Kylie Minogue – Fever - Alicia Keys – Songs in A Minor - Daft Punk – Discovery - Destiny's Child – Survivor - The Strokes – Is This It |
| Artista Solo Masculino Internacional (apresentado por Daryl Hannah) | Artista Solo Feminina Internacional (apresentado por Russell Crowe) |
| - Shaggy - Bob Dylan - Dr. Dre - Ryan Adams - Wyclef Jean | - Kylie Minogue - Alicia Keys - Anastacia - Björk - Nelly Furtado |
| Grupo Internacional (apresentado por Martin Kemp) | Melhor Revelação Internacional (apresentado por Samantha Mumba) |
| - Destiny's Child - Daft Punk - Limp Bizkit - R.E.M. - The Strokes | - The Strokes - Anastacia - The Avalanches - Linkin Park - Nelly Furtado |

### Contribuição Excepcional para a Música
- Sting